# Karin Eyck
Anna Theresia Katarina (Karin) Eyck-Meyer (Stockholm, 20 april 1901 – Maastricht, 9 januari 1996) was een Zweeds-Nederlands schilder.

## Leven en werk
Karin Meyer volgde een opleiding aan de Kungliga Akademien för de fria konsterna in haar geboorteplaats Stockholm. Tijdens een van haar studiereizen ontmoette ze in Italië de Nederlandse schilder Charles Eyck (1897-1983), die na het winnen van de Prix de Rome naar het land was getrokken. Het paar trouwde in 1924 in Stockholm. Toen ze enige tijd in Frankrijk woonden, kreeg ze daar les van Fernand Léger (1928-1929). Charles was van huis uit katholiek, Karin ging ook over naar de katholieke kerk en werd met kerst 1937 in Utrecht gedoopt. Het kunstenaarsechtpaar woonde op diverse plekken in Europa en vestigde zich in 1938 in een door Charles ontworpen huis, in het Ravensbosch onder Schimmert.
De schilderijen van Karin Eyck laten vooral het dagelijks leven en haar directe omgeving zien, ze schilderde onder andere landschappen, portretten en stillevens. Kunstcriticus Willem Enzinck schreef in 1949 een boekje over wat hij noemde de 'beste vertegenwoordigers' van de Limburgse schilderkunst. Onder de dertien kunstenaars die hij besprak, was Karin Eyck de enige vrouw. Hij noemde haar werk in 1949 "naïef als dat van een kind, gedaan met een minimum van technische middelen en een uiterst beperkt palet, maar tegelijkertijd kernachtig: het is naar visie en gevoel ongetwijfeld afkomstig van een vrouw, maar het wordt met een soms ontstellend mannelijke durf voorgedragen." Hij zag in haar werk humor en een tragische kant: "Dat komt niet tot uiting in de bewogenheid van haar figuren of in hun expressie van smart of lijden en ook wordt het niet verbeeld in duistere, dreigende landschappen, het wordt veel meer gesuggereerd aan de schijnbaar uiterlijk zo gewone dingen, door het leggen van een bepaald irrationeel verband ook."
Karin Eyck toonde haar werk onder meer tijdens solo-exposities in de Bonnefanten in Maastricht (1947), bij kunsthandel M.L. de Boer in Amsterdam (1948), het Boerehöfke in Hulsberg (1968) en atelier Vinken in Nuth (1981), tijdens duo-exposities met haar man, als echtpaar samen met onder anderen de Hongaar Vincent Korda bij kunsthandel Esher Surrey in Den Haag (1932), met Judy Michiels van Kessenich bij de Rotterdamse Kunstkring (1939) en met Daan Wildschut in het Van Abbemuseum (1946) en tijdens groepsexposities. In de jaren 50 was ze lid van De Zeester, waarmee ze ook exposeerde. In 1960 namen Charles en Karin Eyck deel aan de tentoonstelling "Twaalf kunstenaars-echtparen in Limburg" in Kasteel Hoensbroek, de overige deelnemers waren Gilles Franssen en Miets Franssen-Vrijens, Frans Gast en Margot Glebocki, Lou Jonas en Liesje Jonas-Peters, Piet Killaars en Hélène van der Lubbe, Nic. Tummers en Vera van Hasselt, Wil Leenders en Annemarie Leenders-Kusters, Joep Nicolas en Suzanne Nijs, Teun Roosenburg en Jopie Roosenburg-Goudriaan, Arthur Spronken en Varpu Tikanoja, Rob Stultiens en Marijke Thunnissen en Mathieu Vroemen en Riet Jager.
Karin Eyck-Meyer overleed in 1996, op 94-jarige leeftijd, en werd begraven in Meerssen. Postuum was haar werk onder meer te zien in een dubbelexpositie met haar mans werk in Kloosterbibliotheek Wittem en Museum Land van Valkenburg (2015). en tijdens de expositie Kunst in liefde bloeiende?, met werk van vrouwelijke kunstenaars in Limburg in de wederopbouwperiode, onder wie Margot Glebocki, Vera van Hasselt en Suzanne Nijs, in Museum Valkenburg (2022).

## Enkele werken
- portret van Jan Hanlo, collectie Literatuurmuseum, Den Haag.
- Herfst, schilderij met uitzicht over terras en heuvelachtig landschap met bomen, collectie Rijksdienst voor het Cultureel Erfgoed

- RKD-Nederlands Instituut voor Kunstgeschiedenis: 26960
- Virtual International Authority File: 27150686642412542573
- WorldCat: E39PBJjhCpHCtpj8v9rgMHcF8C